# Phragmatobia stertzi
Phragmatobia stertzi är en fjärilsart som beskrevs av G.L. Schutz 1902. Phragmatobia stertzi ingår i släktet Phragmatobia och familjen björnspinnare. Inga underarter finns listade i Catalogue of Life.